# Chevannes (Yonne)
Chevannes település Franciaországban, Yonne megyében. Lakosainak száma 2145 fő (2022. január 1.). Chevannes Villefargeau, Auxerre, Escamps, Gy-l’Évêque, Lindry, Pourrain és Vallan községekkel határos.

## Népesség
A település népességének változása:
| Lakosok száma | 2290 | 2192 | 2248 | 2178 | 2174 | 2169 | 2165 | 2153 | 2145 |
|               | 2013 | 2015 | 2016 | 2017 | 2018 | 2019 | 2020 | 2021 | 2022 |